# Яков Гандзюк
Я́ков Григо́риевич Гандзю́к (на украински: Я́ків Григо́рович Гандзю́к) е генерал-майор от Руската армия, военен деец на Украинската народна република.

## Биография
Яков Гандзюк е роден през 1873 година в с. Багриновци, Подолска губерния (дн. Виницка област на Украйна), в селското семейство на запасен артилерист. Завършва 5-и клас в реалното училище във Виница.

## Начало на военната служба
На 5 ноември 1891 година Яков Гандзюк постъпва на служба като редови войник в 47-и пехотен Украински на Негово Императорско Величество Великия Княз Владимир Александрович полк. След година, на 4 октомври 1892 года е произведен в чин ефрейтор, а след това, на 17 декември същата година, в младши подофицер.
На 6 септември 1893 година, издържайки изпит, постъпва в младшия клас на Одеското пехотно юнкерско училище, което завършва на 26 юли 1895 година с 2-ри разряд, с повишаване в звание офицерски кандидат в 61-ви пехотен Владимирски полк. През следващата година, на 24 декември е произведен в чин подпоручик, а 1 май 1901 година – в поручик. От 5 февруари 1901 до 3 юни 1903 година е адютант на 1-ви батальон.

## Руско-японска война и след нея
На 13 март 1904 година Яков Гандзюк е изпратен в 6-и Източно-Сибирски стрелкови полк. От 18 до 21 май той временно командва 11-а рота. На 18 ноември е назначен за изпълняващ длъжността завеждащ стопанството на 3-ти батальон. На 17 декември участва в битката при село Линшингоу. На следващия ден е прекомандирован в 12-и пехотен Великолуцки полк. Участва в боевете при село Ламатун (на 19 декември), при село Кудяза на десния бряг на река Хуанхъ (23 декември), на север от Синминтин (3 януари 1905 година).
От 9 до 28 януари 1905 година временно командва 15-а рота. От 29 януари 1905 година е назначен за командващ на 1-ва рота. От 12 до 25 февруари участва в сраженията под Мукден. От 2 до 9 март е при отстъплението от град Телин на Сипингайските позиции. На 12 март 1905 година Яков Григориевич е произведен в щабс-капитан. На 26 август е назначен за изпълняващ длъжността надзорник на подвижна болница №25.
На 23 януари 1906 година Яков Гандзюк е изпратен в 12-и пехотен Великолуцки полк като командващ 4-та рота. На 20 февруари той заминава от Манджурия в Русия, където пристига на 11 март. От 3 април до 30 август временно командва 1-ва рота, а от 30 август е назначен за младши офицер на тази рота. На 14 септември е прекомандирован в извънстроева рота, от 26 октомври е назначен за неин командир.
На 20 октомври 1908 година Гандзюк е изпратен в 177-и пехотен Изборски полк, където временно командва роти: 11-а (11 – 18 ноември същата година), 1-ва (4 януари – 3 февруари 1909 г.), 6-а (23 февруари – 4 март), 3-та – от 4 март същата година. На 25 април 1909 година е командирован на окръжни щабс-капитански стрелкови курсове към Двинския лагер, които успешно завършва на 22 септември. От 18 юли до 8 ноември отново временно командва 3-та рота на 177-и пехотен Изборски полк. От 8 ноември 1909 до 28 февруари 1910 година е началник на полковия отряд разузнавачи. На 28 февруари 1910 година е назначен за временно командващ 8-а рота, а на 15 април е назначен за постоянно на длъжност ротен командир. На 2 ноември отново е назначен за началник на отряда на разузнавачите.
С височайш указ на Управляващия Сенат №1800 от 4 юни 1911 година Яков Григориевич Гандзюк е приет заедно със семейството му за потомствено дворянско достойнство към Руската империя.
На 15 юни 1912 година е изпратен на служба в 180-и пехотен Виндавски полк и след 3 дни, на 18 юни, е повишен в чин капитан. По време на престоя му в полка на 7 юли 1912 година е назначен за командир на 4-та рота. От 24 август до 26 септември 1912 година командва 4-та рота запасни с ниски чинове, извикани за учебен сбор. На 24 февруари 1914 година е произведен в чин подполковник.

## Първа световна война
На 27 февруари 1914 г. е изпратен в 147-и пехотен Самарски полк и е назначен на 1 април за командир на 2-ри батальон. На 12 август Я. Гандзюк тръгва с полка на поход. Участва в много боеве и престрелки. На 15 октомври в боя при село Павловице е ранен и контузен от шрапнел в дясната част на тялото. На 5 януари 1915 година за бойни заслуги е произведен в чин полковник.
На 12 март 1915 година е назначен за командир на 1-ви батальон на 147-и пехотен Самарски полк. На 1 април в боя при село Козьово (Козювка) е ранен в китката на лявата ръка от куршум с увреждане на прешлена на безименния пръст и контузен в десния крак. На 17 април е назначен за командир на 4-ти батальон на Самарския полк, а 6 юни – на 3-ти. На 26 юни в боя при село Жуков до река Золотая Липа е контузен от камък от взривен снаряд в кутрето на дясната ръка. От 16 юли до 30 август и от 8 до 30 ноември временно командва Самарския полк. От 9 до 28 декември временно командва 146-и пехотен Царицински полк.
На 11 януари 1916 година е назначен за командир на 91-ви пехотен Двински полк. На 22 септември в боя при село Жолнувка е ранен от тежък артилерийски снаряд. След оздравяването си се връща в полка на 3 декември. Общо през войната е раняван 9 пъти.
На 17 април 1917 година е назначен за бригаден командир на 23-та пехотна дивизия. На 6 юни е произведен в чин генерал-майор. На 30 юни е назначен за началник на 104-та пехотна (по-късно 1-ва Украинска) дивизия в състава на 34-ти армейски корпус под командването на генерал-лейтенант Павло Скоропадски.

## Служба в армията на УНР и гибел
След излизането на Скоропадски в оставка през декември 1917 година заема длъжността командир на 1-ви Украински корпус. Съгласно атестат № 321 от 15 януари 1918 година е началник на 1-ва Украинска пеша казашка дивизия.
В края на януари 1918 година, заедно с началник-щаба на корпуса генерал-майор Яков Сафонов, пристига в Киев за съвещание в Генералния секретариат на Централната рада на УНР. На 25 януари 1918 година е взет в плен и след отказа им да преминат на страната на болшевиките генералите са разстреляни (на тялото на Гандзюк са намерени 12 рани от щикове).
През лятото на 1918 година тялото на генерала е намерено в общ гроб в гробище и е препогребано с военни почести в гробището на Видубицкия манастир в Киев. През 1950-те години гробът му е унищожен, възстановен е през 1990-те във вид на паметник с изображение на кръстосани саби с надпис: „Няма по-голяма любов от тази, ако някой жертва душата си за своите другари“ („Нет больше той любови, как если кто положит душу свою за своих друзей“).